# شخصية تسلطية

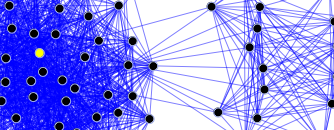

الشخصية التسلطية هي نوع من أنواع الشخصية التي تتميز بالطاعة الشديدة والاحترام الخالص والخضوع لسلطة شخص خارجي عن النفس، وهو ما يتحقّق من خلال اضطهاد الأشخاص المرؤوسين. من الناحية النظرية، نشأ مصطلح «الشخصية الاستبدادية» من كتابات إريك فروم، وعادة ما يجري تطبيقه على الرجال والنساء الذين يُظهرون شخصية صارمة وقمعية تجاه مرؤوسيهم.

## الأصول التاريخية
في الشخصية التسلطية (1950)، اقترح ثيودور دبليو. أدورنو، وإلس فرنكل-برونزويك، ودانييل ليفينسون ونيفيت سانفورد نوعًا من الشخصية التي تنطوي على «الفرد الفاشي المحتمل». تضمّنت الخلفية التاريخية التي أثّرت على التطور النظري للشخصية التسلطية ظهور الفاشية في ثلاثينيات القرن التاسع عشر، والحرب العالمية الثانية (1939-1945)، والمحرقة، والتي أشارت إلى أن الفرد الفاشي كان نفسيًا عرضة لأيديولوجية معاداة السامية وللنداء العاطفي للسياسة المعادية للديمقراطية. ركزت أبحاث أدورنو، وفرينكل-برونزويك، ولوفنسون وسانفورد، المعروفة باسم دراسات «بيركلي»، على التحامل الذي درسوه ضمن الأُطر النفسية الاجتماعية وأُطر التحليل النفسي لنظريات فرويد وفروم.

## نمط الشخصية التسلطية
تتمتّع الشخصية التسلطية بأنا أعلى صارم يتحكم في الأنا الضعيفة غير القادرة على مواجهة الانفعالات القوية للهُوَ. إن صراعات داخل النفْس التي تنتج تتسبّب في انعدام الأمن الشخصي، مما يدفع الأنا الأعلى على الالتزام بالأعراف التقليدية المفروضة خارجيًا (التقاليدية)، والطاعة العمياء للسلطة (المجتمع) التي تفرض وتدير المعايير الاجتماعية للمجتمع (الخضوع الاستبدادي). تنشأ آلية الدفاع عن أنا الإسقاط النفسي عندما يتجنّب الشخص الاستبدادي الإشارة الذاتية إلى دوافع الهُوَ المُسببة للقلق، من خلال إسقاط الدوافع على مجموعات الأقلية الاجتماعية «الأقل شأنًا» في الثقافة (الإسقاطية)، والذين يُعبّر عنهم من خلال معتقدات تُصدر شدة الأحكام القاسية (القوة والصلابة) والجامدة (النمطية).
كما يقدم الشخص المُتسلّط نظرة ساخرة ومهينة للإنسانية، ويُظهر حاجته إلى ممارسة السلطة وأن يكون قاسيًا، وهذا ما يتولّد من القلق الناجم عن الهفوات المتصورة للأشخاص الذين لا يلتزمون بالأعراف والمعايير الاجتماعية للمجتمع (التدميرية والتهكّم)؛ وميل عام إلى التركيز على الأشخاص الذين ينتهكون نظام القيم الأخلاقية، وممارسة الاضطهاد ضدهم (العدوان الاستبدادي)؛ ومعاداة الفكر، معارضة عامة للاتجاهات الذاتية والخيالية للعقل (عجز تأمل الذات)؛ ميل للاعتقاد بالحتمية الصوفية (الخرافات)؛ وقلق مبالغ تجاه الحرية الجنسية.
في التطور النفسي البشري، يحدث تكوين الشخصية الاستبدادية خلال السنوات الأولى من حياة الطفل، لتتأثر شخصيته وتتقولب على نحوٍ كبير على نمط شخصيات الوالدين وبالهيكل التنظيمي لعائلة الطفل؛ وبالتالي، فإن العلاقات بين الوالدين والطفل «الهرمية، الاستبدادية، [و] الاستغلالية» يمكن أن تؤدي إلى تنمية الطفل لشخصية استبدادية. يعزّز الوالدان، اللذان لديهما حاجة نفسية إلى خصائص الشخصية الاستبدادية التي لديها حاجة نفسية إلى الهيمنة، والذين يهددون بقسوة طفلهم لإجباره على الامتثال إلى السلوكيات التقليدية. علاوةً على ذلك، فإن مثل هؤلاء الآباء المستبدين منشغلون أيضًا بالرتبة الاجتماعية، وهي مصدر قلق يتواصلون بشأنه من خلال دفع الطفل على اتباع قواعد خارجية صارمة. نتيجة لهذه الهيمنة، يعاني الطفل عاطفيًا من كبت مشاعر العداء والاستياء تجاه الوالدين المستبدين، اللذين يعظّم من شأنهما بإجلال الطفل، لكنه لا ينتقدهما.

## ارتباطات بعدم المساواة بين الجنسين
وفقًا لدراسة أجراها براندت وهنري، هناك ارتباط مباشر بين معدلات عدم المساواة بين الجنسين ومستويات الأفكار الاستبدادية في السكان من الذكور والإناث. وقد وُجِد أنه في البلدان التي تقل فيها المساواة بين الجنسين حيث تُعزّز النزعة الفردية ويشغل الرجال الأدوار المجتمعية المهيمنة، فإن النساء يكُنَّ أكثر عرضة لدعم سمات كالطاعة التي تسمح لهم بالبقاء في بيئة استبدادية وأقل عرضة لتشجيع الأفكارالتي تدعو إلى الاستقلال والخيال. في البلدان ذات المستويات الأعلى من المساواة بين الجنسين، أبدى الرجال نزعًة استبدادية أقل إزاء وجهات نظرهم. يُفترض أن هذا يحدث بسبب وصمة العار المرتبطة بالأفراد الذين يسائلون مجموعة المعايير الثقافية التي وضعها الأفراد والمؤسسات المهيمنة في مجتمعٍ استبدادي كوسيلة لمنع الإجهاد النفسي الناجم عن النبذ الفعّال للأفراد الذين يتعرضون للوصم.

## التفسيرات
استخدم بوب ألتيميير مقياس السلطوية اليمينية «آر دبليو إيه»، لتحديد وقياس وتحديد كم السمات الشخصية للأشخاص الاستبداديين. يشير نوع الشخصية السياسية المحدد بمقياس السلطوية اليمينية «آر دبليو إيه» إلى وجود ثلاثة ميول نفسية وعناقيد مواقفية مميِّزة للشخصية الاستبدادية: (1) الخضوع للسلطات الشرعية؛ (2) العدوان على مجموعات الأقليات التي تُعرّفهم السلطات على أنهم أهداف للخضوع للعنف السياسي؛ (3) الالتزام بالقيم الثقافية والمعتقدات السياسية التي أقرتها السلطات. كما قيس بمقياس الانفتاح NEO-PI-R، يشير البحث إلى وجود ارتباطٍ سلبي (r = 0.57) بين سمة الشخصية المتعلقة بـ «الانفتاح على التجربة» بنموذج عناصر الشخصية الخمسة للشخصية البشرية.
يشير بحث جوست، وغلاسر، وآري دبليو. كروغلانسكي، وسولواي (2003) إلى أن الاستبداد والسلطوية اليمينية هي بنيات أيديولوجية للإدراك الاجتماعي، والتي من خلالها ينظر المحافظون السياسيون إلى الأشخاص الذين هم الآخرون وليسوا الذات. إن الشخصية الاستبدادية والشخصية المحافظة تشتركان في اثنين من السمات الأساسية: (1) مقاومة التغييرات (الاجتماعية، السياسية، الاقتصادية)، و(2) تبرير عدم المساواة الاجتماعية بين أفراد المجتمع. أن المحافظين لديهم احتياجات نفسية لإدارة عدم اليقين الوجودي والتهديد بدوافع الظرفية (السعي إلى الهيمنة في التسلسلات الهرمية الاجتماعية) وبدوافع التخلّص (تقدير الذات وإدارة الخوف).
حدّد البحث الذي أجراه جون دوكيت وكريس سيبلي بشأن الإيديولوجيا والسياسة والتحامل العنصري نوعين من النظرة الاستبدادية للعالم: (1) أن العالم الاجتماعي خطر، مما يؤدي إلى الاستبدادية اليمينية؛ و(2) أن العالم عبارة عن غابة يتنافس الأشخاص فيها بلا رحمة، الأمر الذي يؤدي إلى اتجاه الهيمنة الاجتماعية. في التحليل التلوي للبحث، أوضح سيبلي ودوكيت أن مقياس التوجه للهيمنة الاجتماعية يساعد على قياس تعميم التحامل والمواقف الاستبدادية الأخرى التي يمكن أن توجد داخل الفئات الاجتماعية. على الرغم من أن كلًا من مقياس الاستبدادية اليمينية ومقياس التوجّه للهيمنة الاجتماعية يمكنهما قياس الشخصيات الاستبدادية بدقة، فإن المقاييس عادة ما تكون غير مرتبطة.

### الأبحاث المبكرة
يُعد «مقياس F» أحد قياسات هؤلاء الباحثين للسلطوية الجديرة بالذكر، وهو مُصمّ للاستفادة من مجموعة من المعتقدات التي يُعتقد بأنها مرتبطة بالسلطوية دون الحاجة إلى مجموعات خارجية معيّنة ومحددة. بيّن كيرشت وديليهاي (1967) العديد من المشكلات في دراسات بيركلي، بما في ذلك تحيّز الإجابة. ينتج تحيّز الإجابة عن المقياس F المُصاغ بصيغة موّحدة في اتجاه مؤكد. وبالتالي، إذا كان الفرد يميل إلى الاستجابة بالاتفاق مع العناصر، بغض النظر عن محتواها، يُصنِّفه هذا الاختبار على أنه مُتسلّط. أظهرت العديد من الدراسات أن تباين مقياس F يمكن تفسيره من خلال تحيّز الإجابة أكثر من محتوى العناصر (كيرشيت وديليهاي، 1967).
وجد تقييم فعلي لـ 16 مجرمًا نازيًا في محاكمات نورمبرغ (وردت في زيلمر وأخرى، 1995) أجراه أطباء يستخدمون اختبار بُقع حبر روشاخ، وفي دراسة واحدة، مقياسF للاستبداد، أن هؤلاء النازيين السابقين يحرزون نقاطًا عالية على ثلاثة أبعاد (عجز تأمل الذات، الخرافات والقوالب النمطية، والإسقاطية)، ولكنه لم يجد جميع الأبعاد التسعة كما تنبأت النظرية.
كان ستيرن وزملاؤه، في أوائل الخمسينيات القرن التاسع عشر، في جامعة شيكاغو أول من وضع أحد التطبيقات الأولى للمقياسات الاستبدادية في الأوساط الأكاديمية. كان التوقع المفترض هو أن الطلاب «الاستبداديين» سيواجهون صعوبة في العلوم والعلوم الإنسانية، وكان استخدام المقياس المواقفي مؤشرًا ناجحًا.